# Morunglav
Morunglav is een Roemeense gemeente in het district Olt.
Morunglav telt 2755 inwoners.